# Susanne Langer
Susanne Langer  (født 1944) er en dansk politiker, der siden den 22. september 2011 er medlem i Region Hovedstaden, valgt for Enhedslisten. Hun vil være partiets spidskandidat i 2013
Ved regionsrådsvalget i 2013 blev hun valgt for Enhedslisten til regionsrådet med 14.140 personlige stemmer.
Hun sad i sidste periode  i Miljø- og grøn vækstudvalget, Politiske samarbejdsudvalg (Klimapolitisk Forum), Bedømmelseskomiteer/Følgegrupper vedrørende kvalitetsfondsbyggerier - bedømmelseskomiteer til projektkonkurrencer (Bedømmelseskomiteen/Følgegruppen vedrørende Nyt Hospital Hvidovre).
I perioden 2014-2017 sidder hun i Forretningsudvalget samt psykiatriudvalget. Hun er desuden indvalgt i bestyrelsen for Danske Regioner som Enhedslistens repræsentant. 
Uddannet cand.mag. i dansk og fransk ved Københavns Universitet i 1976. Folkepensionist, har arbejdet som underviser, vejleder samt med uddannelse af sundhedspersonale.
Efter- og videreuddannelse: Pædagogisk dramatik. To-årig proceskonsulentuddannelse i systemisk, socialkonstruktionistisk teori og metode, fra Inpraxis (2004-2006). Instruktør i Re-Evaluation Co-Counseling siden 1983.
Susanne Langer er engageret I FN-forbundet som styrelsesmedlem i Kvinderådet engageret i alle spørgsmål, der vedrører demokrati, menneskerettigheder og fredsskabelse. Repræsenterer desuden Kvinderådet i IMR's ligebehandlingsnævn (Institut for Menneskerettigheder).